# Pirelli

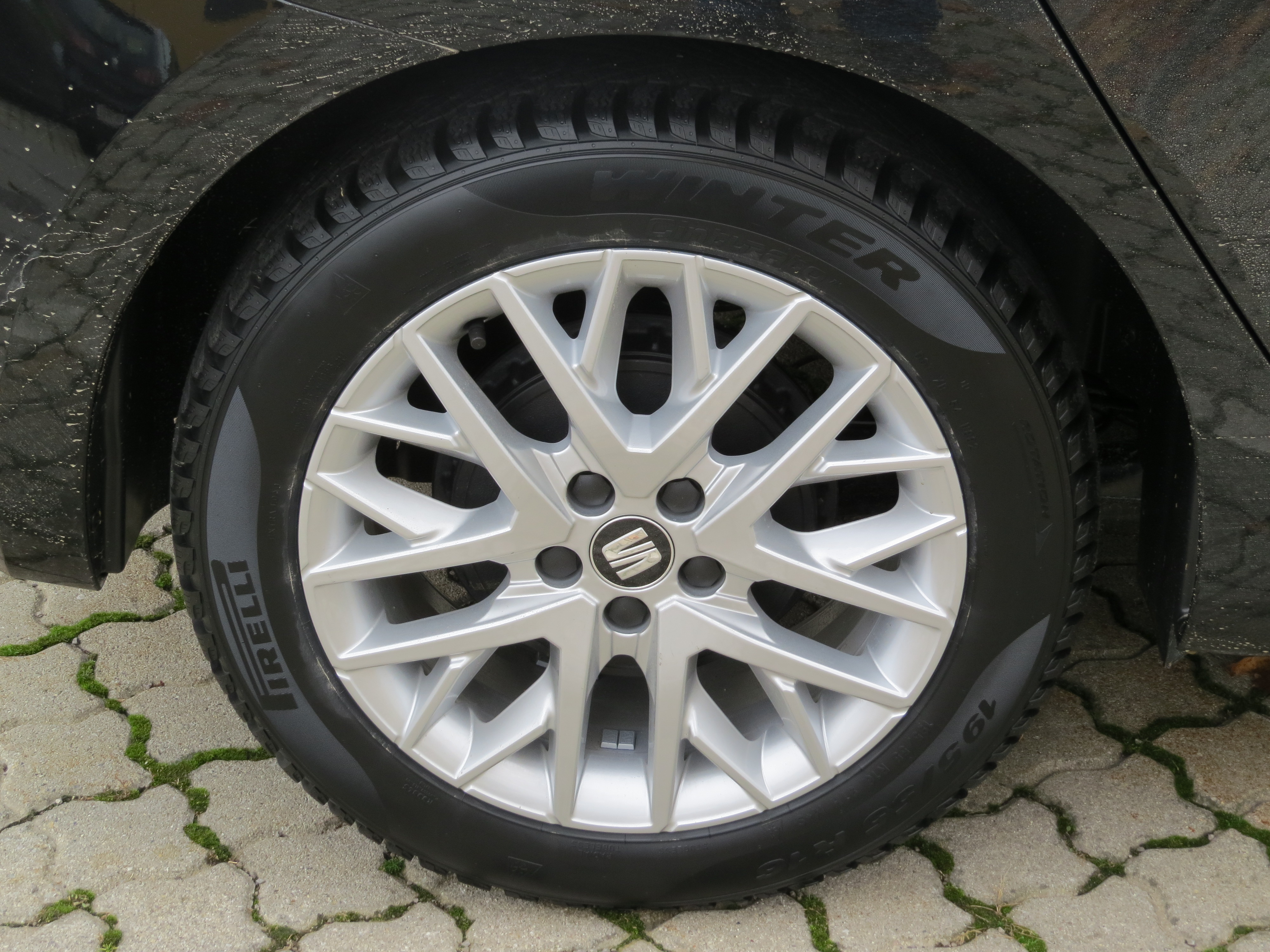
Pirelli Cinturato Winter 195/55 R 16 91 H

Pirelli & C. SpA je nadnárodní korporace se sídlem v Miláně. Jedná se o pátého největšího výrobce pneumatik, hned za Bridgestone, Michelin, Continental a Goodyear.[zdroj?] Pro roky 2011–2025 je Pirelli výhradním dodavatelem pneumatik pro šampionát Formule 1.